# Pulau Ingu
Pulau Ingu is een bestuurslaag in het regentschap Kuantan Singingi van de provincie Riau, Indonesië. Pulau Ingu telt 1281 inwoners (volkstelling 2010).